# Sulfure de bore
Le sulfure de bore est un produit chimique binaire composé de bore et de soufre et de formule brute B2S3. Ce matériau polymérique est d'intérêt en tant que composant de verres "high-tech" et comme réactif pour la préparation de composés organosulfurés. B2S3 est sensible à l'eau, y compris l'humidité atmosphérique et libère du sulfure d'hydrogène, H2S, un composé toxique à son contact. Ainsi ce composé doit être manipulé sous conditions anhydres.

## Synthèse
Entre autres méthodes, le trisulfure de dibore peut être obtenu par la réaction du borure de fer ou de magnésium et du sulfure d'hydrogène à 300 °C :
2 FeB  +  4 H2S  →  B2S3  +  FeS + 4 H2
La première synthèse a été réalisée par Jöns Jakob Berzelius en 1824 par réaction directe de bore amorphe avec de la vapeur de soufre :
2 B + 3 S → B2S3
Une autre synthèse soutenue par Friedrich Wöhler et Henri Étienne Sainte-Claire Deville a été publiée en 1858. Elle est réalisée à partir de bore et d'hydrogène sulfuré, :
2 B + 3 H2S → B2S3 + 3 H2

## Structure
Le sulfure de bore est connu depuis le XIXe siècle comme un solide jaune pâle qui tend à former des phases vitreuses (amorphe). L’absence de cristaux exploitables a cependant retardé la caractérisation de la structure du sulfure de bore jusqu'en 1977. Il a une structure en couche originale totalement différente de la structure tri-dimensionnelle de B2O3 et qui se rapproche plutôt de la structure du nitrure de bore, BN. La structure est du système monoclinique avec le groupe d'espace P21/c (no  14) et avec comme paramètres de maille a = 403,9 ± 0,1 pm, b = 1072,2 ± 0,2 pm, c = 1862,0 ± 0,4 pm et β = 96,23 ± 0,03°, nombre d'unités par maille, Z = 8, volume de la maille, V = 0,801 6 nm3 et une densité calculée, dcalc = 1,952 pour une densité expérimentale, dexp = 1,93 ± 0,03 g/cm3. Cette structure est donc composée de cycles à 6, plans, B3S3 et de cycles à 4, B2S2, liés par des ponts S dans des couches bi-dimensionnelles quasiment planes. Tous les atomes de bore sont sp2 (trigonal plan) avec des distances B-S d'environ 181 pm et la distance perpendiculaire inter-couche vaut à peu près le double, soit 355 pm.
La forme amorphe n'a pas de point de fusion défini et commence à se sublimer aux environs de 300 °C.

## Utilisation
Comme les oxydes de bore, B2S3 forme facilement des verres spéciaux lorsqu'il est mélangé avec d'autres sulfures tels que P4S10. Ces verres absorbent de plus basses fréquences de la bande infrarouge que des verres de borosilicate classiques.
B2S3 est utilisé en synthèse organique. Il réduit des sulfoxydes en thiols et convertit aussi des cétones dans les thiones correspondantes. Par exemple, la conversion de la benzophénone en sa thione procède comme suit :
B2S3 + 3 (C6H5)2C=O → B2O3 + 3 (C6H5)2C=S
Dans la pratique, B2S3 doit être utilisé en excès.

## B8S16
Un autre sulfure de bore a été découvert en 1980 en chauffant B2S3 et du soufre à 300 °C sous des conditions très strictes. L'analyse du produit incolore et sensible à l'humidité, obtenu donne BS2 comme formule mais une analyse cristallographique par rayon X a révélé que ce composé adopte en fait une structure B8S16 comme une porphyrine. Une méthode alternative pour la synthèse de B8S16 consiste en la réaction du dibromotrithiadiborolane avec l'acide trithiocarbonique comme générateur de H2S dans une solution diluée de CS2 :